# Gabriel Manek
Gabriel Wilhelmus Manek SVD (ur. 8 sierpnia 1913 w Lahurus, zm. 30 listopada 1989) – indonezyjski duchowny katolicki, wikariusz apostolski Larantuka w latach 1951–1961, arcybiskup metropolita Ende w latach 1961–1968, arcybiskup senior Ende w latach 1968–1989. 

## Życiorys
Święcenia kapłańskie otrzymał 28 stycznia 1941 roku w zgromadzeniu misjonarzy werbistów. 
8 marca 1951 roku papież Pius XII mianował go wikariuszem apostolskim wikariatu Larantuka (przekształconego w 1961 roku w diecezję), ze stolicą tytularną Alinda. 25 kwietnia 1951 z rąk biskupa Heinricha Levena przyjął sakrę biskupią. 3 stycznia 1961 roku z rąk papieża Jana XXIII otrzymał nominację na arcybiskupa metropolitę nowo powstałej archidiecezji w Ende. 
Brał udział w I, II i III sesji soboru watykańskiego II jako Ojciec Soborowy.
19 grudnia 1968 roku złożył rezygnację z zajmowanego stanowiska, stając się jednocześnie arcybiskupem seniorem Ende ze stolicą tytularną Bavagaliana. 
Zmarł 30 listopada 1989 roku.